# Mesoceration piceum
Mesoceration piceum är en skalbaggsart som beskrevs av Perkins 2008. Mesoceration piceum ingår i släktet Mesoceration och familjen vattenbrynsbaggar. Inga underarter finns listade i Catalogue of Life.